# Bob Crewe
Stanley Robert (Bob) Crewe (Newark, 12 november 1930 – Scarborough, 11 september 2014) was een Amerikaans songwriter, producer, platenbaas en zanger. Hij schreef popmuziek die vaak werd gecoverd en hoge noteringen behaalde in de hitlijsten. Als producer was hij in de jaren zestig en zeventig de belangrijke man achter The Four Seasons.

## Biografie
Crewe groeide op in New Jersey en studeerde architectuur. Hij had geen muzikale opleiding gevolgd en begon zijn loopbaan in de jaren vijftig aanvankelijk nog als songwriter voor andere bands. Hij werkte aan het begin samen met de Texaanse pianist  Frank Slay jr. Hun pennenvrucht Silhouettes werd een groot succes voor de doowop-groep The Rays en kwam op nummer 3 terecht van de Billboard Hot 100. Daarbovenop werd het nummer daarna ook nog gecoverd door andere artiesten, onder wie Bob Dylan. Een andere hit die zij beiden schreven, was Tallahassee lassie voor de zanger Freddy Cannon.
Het duurde echter nog tot aan het begin van de jaren zestig voordat hij zelf als zanger zijn eerste album uitbracht. Hij werd snel succesvol en was enkele jaren een tieneridool, vergelijkbaar als Paul Anka en Ricky Nelson.
De ontmoeting met twee leden van The Four Seasons (toen nog Four Lovers) – de zanger Frankie Valli en de songwriter Bob Gaudio – zorgde ervoor dat hij daarnaast ook uitgroeide tot een succesvolle producer. Uit de samenwerking kwamen meer dan twaalf nummer 10-hits voort met nummers als Sherry (1962), Silence is golden (1964), Let's hang on! (1965) en Can't take my eyes off you (1967). De liedjes werden vele malen gecoverd, zoals het laatste bijvoorbeeld door de Pet Shop Boys, Muse en Diana Ross. Crewe groeide ondertussen uit tot een van de invloedrijkste achtergrondspelers in de popwereld van de jaren zestig. Daarbij hielp hij de groep in de loop van de jaren de ontwikkeling te maken van de doowop, via witte soul, folkrock en flowerpower naar discomuziek. 
In 1967 richtte hij de band The Bob Crewe Generation op. Deze band speelde instrumentale nummers in een combinatie van easy listening, pop en jazz. De band bracht een instrumentaal album uit en had een internationale hit met het nummer Music to Watch Girls By.
Hij schreef ook werk voor anderen, zoals Lady Marmalade van de meidengroep Labelle die in 2011 door het muziektijdschrift Rolling Stone in de lijst van 500 beste liedjes aller tijden werd geplaatst. Verder richtte hij in de jaren zestig verschillende platenlabels op, waaronder DynoVoice Records in 1965. Ook richtte hij zich niet alleen op popmuziek, maar ook op hardrock en klassieke muziek, en daarnaast nog op commercials zoals voor Pepsi.
Crewe ontving meerdere onderscheidingen en werd bijvoorbeeld in 1985 opgenomen in de Songwriters Hall of Fame. Als liefdadigheidswerk bracht hij kunst en muziek naar arme delen van de samenleving. Als homoseksueel richtte hij een fonds op om aids-patiënten te helpen en homorechten te verbeteren.
Hij overleed in 2014 op 83-jarige leeftijd.
- Bibsys: 45689
- Biblioteca Nacional de España: XX897796
- Bibliothèque nationale de France: cb14013997b (data)
- CiNii: DA13989835
- Gemeinsame Normdatei: 107754393X
- International Standard Name Identifier: 0000 0000 8161 1882
- Library of Congress Control Number: n93088905
- Nationale Bibliotheek van Letland: 000096680
- MusicBrainz: d1eb5e45-843d-448d-9e93-2bad8116e70d
- Bibliotheek van het Japanse parlement: 001296531
- Nationale Bibliotheek van Tsjechië: xx0078635
- Nationale bibliotheek van Australië: 36037835
- Nationale Bibliotheek van Israël: 987007330134805171
- Nationale en Universitaire bibliotheek Zagreb: 000512697
- Nederlandse Thesaurus van Auteursnamen: 429986521
- Système universitaire de documentation: 166407380
- Virtual International Authority File: 85817787
- WorldCat: E39PBJhdbCR6ctfqk9WY87pVmd